# Blue Öyster Cult
Blue Öyster Cult es un grupo estadounidense de rock psicodélico y heavy metal formado en Long Island, Nueva York en 1967.
Las canciones más conocidas del grupo son el sencillo «(Don't Fear) The Reaper», del álbum Agents of Fortune (publicado en 1976), «Godzilla» del álbum Spectres (publicado en 1977) y «Burnin' for You» del álbum Fire Of Unknown Origin (publicado en 1981).

## Inicios y primeros álbumes

El famoso logotipo de BÖC.

El embrión de Blue Öyster Cult se remonta a 1967, cuando un grupo de jóvenes músicos neoyorquinos forman el grupo psicodélico Cows, nombre que más tarde cambiarían a Soft White Underbelly (algo así como «bajo vientre blanco y blando», frase acuñada durante la Segunda Guerra Mundial por Winston Churchill para referirse a Italia); el nombre fue propuesto por el letrista y periodista musical Sandy Pearlman, colaborador de la banda desde su origen, y quien a la larga sería su mánager y productor histórico. 
La formación comprendía a tres futuros Blue Öyster Cult, precisamente a Albert Bouchard (batería), Allen Lanier (teclados) y Donald «Buck Dharma» Roeser (guitarra). Tienen la oportunidad de tocar como teloneros de Jeff Beck, y unos meses más tarde reclutan a un nuevo vocalista, Eric Bloom, un misterioso personaje que llevaba siempre gafas oscuras. El sonido del grupo estaba fuertemente influido por el movimiento ácido-psicodélico que entonces estaba de moda. Cambiaron de nombre por tercera vez, ahora a Stalk Forrest Group, y las cosas fueron mejor, gracias al apoyo de Sandy Pearlman y del también periodista musical Richard Meltzer, entonces jugaron la carta decisiva y, abandonando dudas y vacilaciones, pasaron a un sonido pesado y agresivo.
Ganándose con conciertos arrolladores la fama de «la banda más violenta de Nueva York», llamaron la atención de la CBS, empresa que los ficha para su catálogo en 1972, y ya con su nombre actual aparece su primer álbum, Blue Öyster Cult, que aunaba el rock duro con referencias esotéricas, y una portada enigmática. Los problemas comenzaron pronto: acusados de nazismo, por un símbolo que se veía en dicha portada (que recordaba vagamente a una esvástica), fueron equiparados a una secta por sus detractores. Este símbolo, la famosa cruz de Blue Öyster Cult, cuya base aparece en forma de gancho, fue creado en 1972 por un artista llamado Bill Gawlik, y adoptado por la banda como logo oficial. En rigor, la cruz es una adaptación modificada del símbolo que representaba al Titán Cronos en la Mitología griega (o Saturno en la Mitología romana). El intrigante emblema aparecería en cada uno de los discos del grupo a futuro, a veces oculto y casi invisible. No obstante, su público siguió apoyándoles, y a partir del segundo álbum, Tyranny and Mutation (1973) (en cuya cubierta se recortan una especie de torres de Babel, con el acostumbrado símbolo en la cima), la prensa especializada también. El disco contenía grandes canciones, como «Hot Rails to Hell» o «Seven Screaming Diz Busters». Hacia 1974 es lanzado el tercer álbum de estudio por CBS (Columbia Records en América): Secret Treaties, considerada su primera obra maestra, con temas como «Harvester of Eyes» o la épica «Astronomy», disco que contó con la colaboración compositiva de la poetisa punk Patti Smith, amén de los periodistas y escritores Sandy Pearlman y Richard Meltzer, quienes acompañaron a la banda desde sus inicios, proveyendo esas letras de corte misterioso, erudito y surrealista, sello distintivo del grupo.

## Mediados a fines de los 70: el éxito
Tras tres años de duro trabajo el grupo emprende una gira americana como telonero de los ingleses Slade, tour del cual se desprende el doble LP en directo On Your Feet or on Your Knees (1975), todavía considerado por muchos como uno de los capítulos más brillantes de la banda. En el álbum aparecen dos temas de antología: «Born to Be WiId», de Steppenwolf, y «I Ain't Got You», original de The Yardbirds rebautizado como «Maserati GT». Como sucede a menudo, el disco en directo cerraba un capítulo para B.Ö.C.; con la edición del siguiente disco de estudio: Agents of Fortune (1976) la banda dio en el blanco, gracias a un afortunado y hermoso sencillo, «(Don't Fear) The Reaper», el cual alcanzó difusión en la frecuencia modulada y éxito, que se tradujeron en notables ventas y conciertos multitudinarios.
Los textos del LP se centraron en la ciencia ficción, adaptándose a duros y casi ancestrales fondos sonoros, como en «ETI» o en «The Revenge of Vera Gemini». En este álbum colaboró con ellos Patti Smith una vez más, entonces ligada sentimentalmente a Allen Lanier. A finales de 1977 aparece Spectres, otra obra maestra sostenida en increíbles composiciones, como «Godzilla», «Nosferatu» o «The Golden Age of Leather», trabajo que, aunque no obtuvo el éxito del anterior, se convirtió igualmente en disco de oro.
En 1978 se publica por sorpresa otro álbum en directo, Some Enchanted Evening, un LP con cargas destructivas, Y con tributos a MC5 y a The Animals ('Kick Out the Jams', 'We've Gotta Get Out of this Place'). Ya en el umbral de la nueva década aparece Mirrors (1979), álbum poco convincente, a pesar de estar producido por Tom Werman (Ted Nugent, Cheap Trick, Molly Hatchet); el naufragio general se evita gracias a un par de temas como -entre otros- la balada «The Great Sun Jester» (con letra del escritor de ciencia ficción Michael Moorcock).

## Los 80, heavy metal y decadencia
La nueva década trajo consigo nuevas tendencias, una de las más notorias sería la NWOBHM, resonando desde Inglaterra y aledaños: Blue Öyster Cult no serían ajenos a esa estética, y hacia 1980 contratan al prestigioso productor Martin Birch (Iron Maiden, Whitesnake) para que produzca Cultösaurus Erectus, humorada que juega con su propia condición -ya por esos tiempos- de «dinosaurios» del rock. El disco, vibrante y metálico se desgrana ya desde su primer corte: «Black Blade», con la colaboración una vez más de Michael Moorcock y su pluma futurista, suplementado con temas como «Divine Wind», «Deadline» o «Lips in the Hills».
Tras una gira con Black Sabbath es lanzado Fire of Unknöwn Origin (1981), un disco maduro, alejado de los clichés del rock pesado, y munido de grandes canciones, como el hit single «Burnin for You», «Joan Crawford», «Vengeance (The Pact)» o el tema homónimo. El mismo año la banda es convocada para proveer varios temas para la película de animación Heavy Metal, aunque sólo uno fue incluido finalmente en la banda de sonido: «Veteran of the Psychic Wars».
En 1982, un doble álbum en directo, Extraterrestrial Live, con una cubierta futurista y cósmica, catalizó el interés general, mostrando un resumen de la carrera del «Culto de la ostra azul»; entre los elementos de la banda se destacaba el guitarrista Buck Dharma, un solista genial con intuiciones muy creativas, quien publicó un disco en solitario, Flat Out, también en CBS en 1982, y se produjo el primer cambio en la formación: Rick Downey sustituyó al batería Albert Bouchard. 
Con Revolution by Night (1983), B.Ö.C. cambiaron de estilo, suavizándolo pero sin caer nunca en lo comercial. El rock que proponen aquí es agradable, lineal, pero inferior, y con sonidos más radiables, debido a la producción de Bruce Fairbairn (Aerosmith, Bon Jovi, Loverboy), presentando canciones de corte AOR como «Take me Away», entre otras (escrita por Aldo Nova, un entonces desconocido roquero canadiense).
Lanier fue sustituido por Tommy Zvoncheck y Jimmy Wilcox se incorporó a la batería, con esta formación graban Club Ninja (1985), que no es una obra maestra, pero que contiene algunos temas interesantes, como «Dancing in the Ruins» o «Rock Not War», y cuya consiguiente gira mundial les proporcionó algunas satisfacciones, pero a pesar de ello el grupo desapareció de la circulación, haciendo temer a sus fanes una separación definitiva. Tres años después, no obstante, la banda retorna con Imaginos (1988), se trata de un «álbum conceptual» centrado en la historia de «Imaginos», concepto integral creado por Sandy Pearlman a fines de los años 60, en los mismos albores del grupo.
La historia gira en torno a un agente enviado por «Los Invisibles» (Les Invisibles) a modificar la historia; la cual comienza con la conquista española de la civilización azteca... Eric Bloom guía a los oyentes con títulos de alto potencial evocativo, como «The Siege and Investiture of Baron Von Frankestein's Castle at Weisseria», «Les Invisibles», «I Am the One You Warned Me of» o la nueva versión de «Astronomy».

## Últimos años

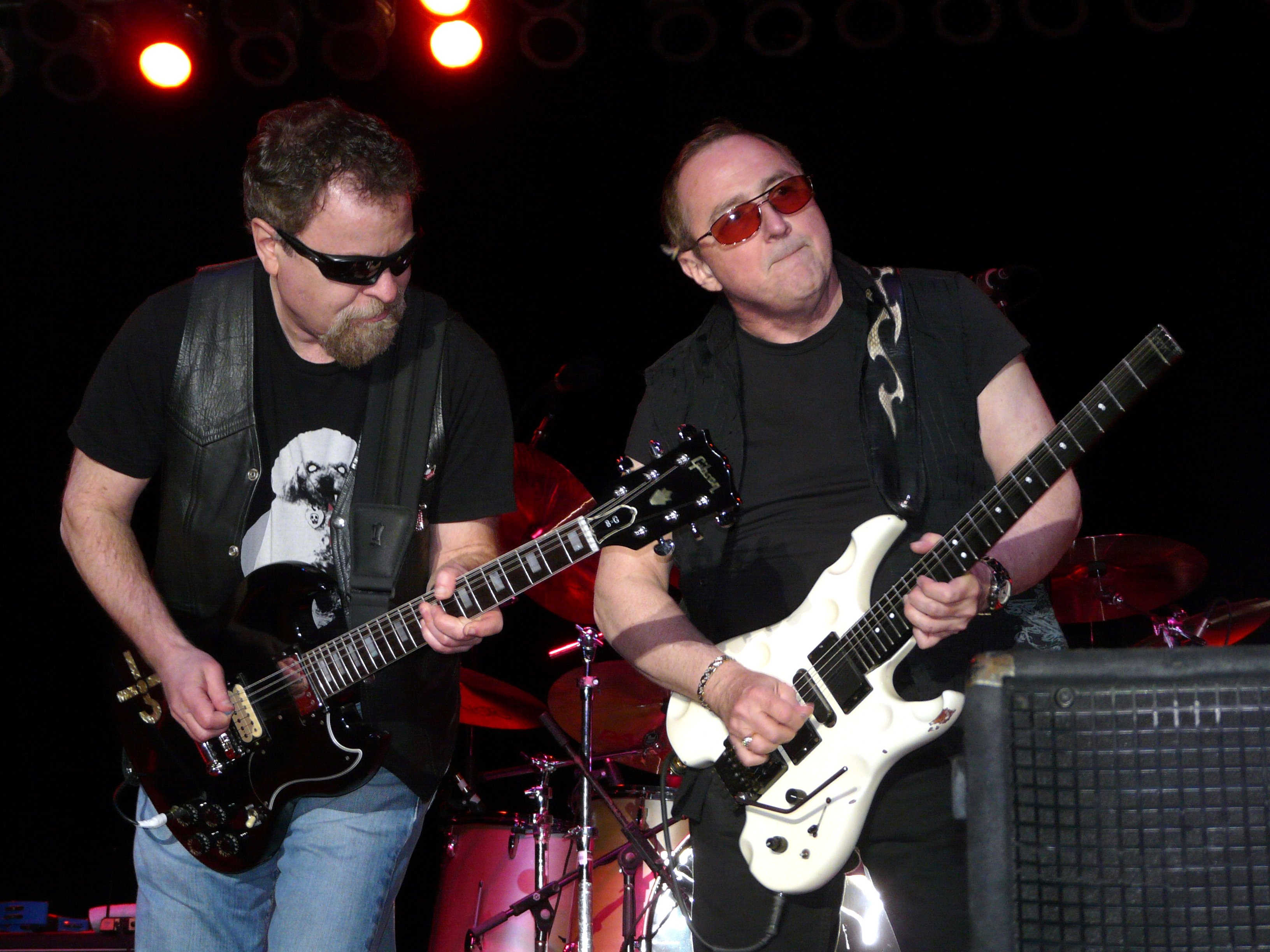
Eric Bloom y Buck Dharma en concierto, 2008.

Las décadas de 1990 y 2000 fueron un largo espacio de tiempo en el cual el grupo no editó casi nada nuevo: desde la aparición de Imaginos hasta el lanzamiento de un nuevo álbum, mediaron nada menos que diez años en la carrera de BÖC, sin contar una casi desconocida banda sonora que produjeron para una película de 1992 (Bad Channels). Blue Öyster Cult se había convertido gradualmente en una entidad inactiva a lo largo de los 90, más allá de algún eventual concierto en su país. El silencio discográfico se rompe en 1998 con la aparición del CD Heaven Forbid. Este disco, con un sonido lógicamente renovado y adaptado a la era digital, sigue la línea de rock duro, guitarrero y al mismo tiempo sutil de toda la vida; y con temáticas similares, que abrazan lo fantástico y hasta lo terrorífico. Heaven Forbid, penúltimo disco de estudio del grupo, cuenta una vez más con un letrista invitado que colabora con Buck Dharma y Eric Bloom: el escritor de ciencia ficción e historias cyberpunk John Shirley.
Entre algunos temas destacados de este disco se pueden citar «See You in Black», «Harvest Moon» o «Power Underneath Despair», ubicados como plato fuerte al principio del CD.
Junto a Buck Dharma y Eric Bloom, Allen Lanier es el otro miembro original que aparece en este disco, siendo los puestos de bajo y batería ocupados por músicos de sesión, como Bobby Rondinelli, Chuck Burgi o Danny Miranda.
Finalmente es lanzado Curse of the Hidden Mirror, en el año 2001, con una formación casi idéntica a la del disco anterior, con Rondinelli y Miranda ya establecidos como la base rítmica estable del grupo, siendo este álbum uno de los menos conocidos y más oscuros de la banda, amén de ser el último trabajo de estudio al día de hoy.

## Miembros

### Miembros actuales
- Buck Dharma – guitarra solista, voz (desde 1967)
- Eric Bloom – voz, guitarra (desde 1970)
- Danny Miranda – bajo, coros (1995-2004, invitado 2001-2007, desde 2017)
- Richie Castellano – teclados, guitarra rítmica, coros (desde 2007), bajo (2004-2007)
- Jules Radino – batería, percusión (desde 2004)

### Antiguos miembros
- Allen Lanier – teclados, guitarra, coros (1967-1985, 1987-2007, 2012, fallecido en 2013)
- Albert Bouchard – batería, percusión, coros (1967-1981, 1985)
- Andrew Winters – bajo, coros (1967-1971)
- Les Braunstein – voz, guitarra (1967-1969)
- Joe Bouchard – bajo, coros (1971-1986)
- Rick Downey – batería, percusión (1981-1985)
- Jimmy Wilcox – batería, percusión (1985-1987)
- Tommy Zvoncheck – teclados, guitarra, coros (1985-1987)
- Jon Rogers – bajo, coros (1986–1995, invitado: 2007-2012)
- Ron Riddle – batería, percusión (1987-1991)
- Chuck Burgi – batería, percusión (1991-1992, 1992-1995, 1996-1997)
- John Miceli – batería, percusión (1992, 1995)
- Greg Smith – bajo, coros (1995)
- John O'Reilly – batería, percusión (1995-1996)
- Bobby Rondinelli – batería, percusión (1997-2004
- Rudy Sarzo – bajo, coros (2007-2012)

### Miembros originales
- Eric Bloom - voz, guitarra
- Buck Dharma - guitarra, voz
- Allen Lanier - teclados, guitarras
- Joe Bouchard - bajo
- Albert Bouchard - batería

### Miembros por instrumento

#### Bajo
- Joe Bouchard (1970-1986)
- Jon Rogers (1987-1995)
- Greg Smith (1995)
- Danny Miranda (1995-2004)
- Rudy Sarzo

#### Batería
- Albert Bouchard (1970-1981, febrero de 1985 durante la gira Californian tour)
- Rick Downey (1981-1984)
- Thommy Price (1985)
- Jimmy Wilcox (1985-1987)
- Ron Riddle (1987-1991)
- Chuck Burgi (1991-1992, 1992-1995, 1996-1997)
- John Miceli (1992, 1995 y en algunas veces durante 2003)
- John O'Reilly (1995-1996)
- Bobby Rondinelli (1997-2004)

#### Teclados
- Tommy Zvonchek (1985-1987)
- Kasim Sultan (1998) - también guitarrista (mientras Lanier estaba enfermo)
- Al Pitrelli (1999) - también guitarrista (mientras Lanier estaba enfermo)

## Discografía
Estudio
- 1972 Blue Öyster Cult (formación original)
- 1973 Tyranny And Mutation (formación original)
- 1974 Secret Treaties (formación original)
- 1976 Agents Of Fortune (formación original)
- 1977 Spectres (formación original)
- 1979 Mirrors (formación original)
- 1980 Cultösaurus Erectus (formación original)
- 1981 Fire Of Unknown Origin (formación original)
- 1983 The Revölution By Night (Bloom, Dharma, Lanier, J. Bouchard, Downey)
- 1985 Club Ninja (Bloom, Dharma, Zvoncheck, J. Bouchard, Wilcox)
- 1988 Imaginos (Formación original)
- 1992 Bad Channels (Bloom, Dharma, Lanier, Rogers, Burgi)
- 1994 Cult Classic [canciones regrabadas] (Bloom, Dharma, Lanier, Rogers, Burgi)
- 1998 Heaven Forbid (Bloom, Dharma, Lanier, Miranda, Burgi)
- 2002 Curse Of The Hidden Mirror (Bloom, Dharma, Lanier, Miranda, Rondinelli)
- 2020 The Symbol Remains (Bloom, Lanier, Dharma, Castellano, Miranda, Radino)
- 2024 Ghost Stories (Bloom, Bouchard, Lanier, Dharma, Downey, Castellano, Sulton, Radino)

Directo
- 1975 On Your Feet Or On Your Knees (formación original)
- 1978 Some Enchanted Evening (formación original)
- 1982 Extraterrestrial Live (Bloom, Dharma, Lanier, J. Bouchard, Downey)
- 2002 A Long Day's Night (Bloom, Dharma, Lanier, Miranda, Rondinelli)
- 2024 50th Anniversary Live: 2nd Night